# Enhagen-Ekbacken
Enhagen-Ekbacken is een plaats in de gemeente Västerås in het landschap Västmanland en de provincie Västmanlands län in Zweden. De plaats heeft 984 inwoners (2005) en een oppervlakte van 71 hectare.